# ブリトラ埋蔵金
『ブリトラ埋蔵金』（ぶりとらまいぞうきん）は、2019年5月22日に発売された、ブリーフ&トランクスの11thアルバムである。

## 解説
ブリーフ&トランクス再結成後の6枚目のアルバム。収録曲はすべて伊藤のソロ時代の曲のブリトラバージョンとなっている。
後に発売されたスペシャルDVDでは、メニュー画面のBGMとして、ブリトラの2人の母校である静岡県立韮山高校の校歌をブリトラがゆるく歌ったものが挿入されている。

## 収録曲
すべて作詞・作曲は伊藤多賀之。
1. 公園
2. 取り調べ室
3. しこり胸
4. 鈴虫ラーメン
5. 893
6. ボディービルダー
7. ふとん乾燥機
  - MVが作成されている。
8. ヤマバト
9. ムンクの叫び声
  - ムンクの叫びを題材とした曲。曲の後半では、伊藤がノーブレスで叫び続ける。
10. タクシー
11. ユニットバス
  - 歌詞は伊藤のベストアルバム『イリトロウルベレスルトロ』収録の『ユニットバス（現代バージョン）』と同じである。
12. 団地妻の説教
13. 不協和音
14. 戦争ごっこ
15. メット族
16. ミジンコフェチ
17. 病院
18. 必要のない君へ

## スタッフ
- プロデュース：ブリーフ＆トランクス[3]
- ボーカル、ギター、プログラミング：伊藤多賀之[3]
- ボーカル、ハープ：細根誠
- ディレクター：伊藤多賀之
- MIX：藤波潤一郎
- マスタリング：山崎翼
- レコーディング：HORUMON STUDIO（S-st）
- デザイン、写真：とちもとくみこ
- DVD編集：伊藤多賀之